# Prostějovičky
Prostějovičky (en allemand : Klein Proßnitz) est une commune du district de Prostějov, dans la région d'Olomouc, en République tchèque. Sa population s'élevait à 310 habitants en 2023.

## Géographie
Prostějovičky se trouve à 10 km au sud-ouest de Prostějov, à 26 km au sud-ouest d'Olomouc et à 199 km à l'est-sud-est de Prague.
La commune est limitée par Krumsín au nord et à l'est, par Myslejovice au sud-est, et par la zone militaire de Březina au sud et à l'ouest.

## Histoire
La première mention écrite de la localité date de 1347.

## Transports
Par la route, Prostějovičky se trouve à 13 km de Prostějov, à 32 km d'Olomouc et à 257 km de Prague.